# Operace Hannibal
Operace Hannibal byla německá námořní operace na konci druhé světové války, která měla za cíl evakuovat vojenské jednotky a civilisty z Východního Pruska a Pomořanska před postupující Rudou armádou. Německému námořnictvu se podařilo během 15 týdnů přesunout z pobřeží Baltského moře do severního Německa (Šlesvicka-Holštýnska) a Dánska přes 350 000 vojáků a 800 000 až 900 000 civilistů. Jedná se tak o největší evakuační operaci v lidských dějinách. Jen pro srovnání během operace bylo převezeno třikrát více lidí než z obleženého Dunkerku v roce 1940.

## Předcházející události

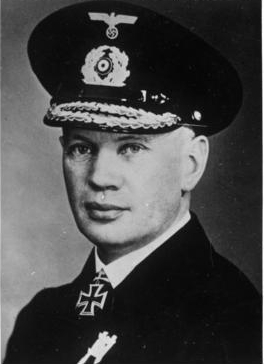
Admirál Oskar Kummentz, velitel celé operace

Na začátku roku 1945 byla situace německých vojsk Východní frontě zcela kritická. Rudá armáda měla převahu nad Wehrmachtem jak materiální, tak i v živé síle (uvádí se poměr v dělostřelectvu 20:1, v tancích 7:1 a v mužích 11:1). Dne 12. ledna 1945 začala Viselsko-oderská operace a o den později Východopruská operace. Na konci ledna 1945 začali Rusové pronikat na předválečné území Německa, což zvedlo vlnu německých uprchlíků k Baltskému moři. Strach německých civilistů z postupující Rudé armády byl umocněn masakrem v Nemmersdorfu (dnes Majakovskoje v Kaliningradské oblasti). V říjnu 1944 zde měli sovětští vojáci pozabíjet na 80 německých civilistů, převážně žen, a 50 válečných zajatců z Belgie a Francie. Poté, co 2. běloruský front pod velením maršála Rokossovského odřízl oblast Východního Pruska od zbytku Německa, nařídil velkoadmirál Dönitz záchrannou operaci (německy Rettungsaktion). Dne 23. ledna 1945 telegrafoval do Gotenhafenu (dnešní severopolská Gdyně) s rozkazem okamžitě začít ve všech Rusy neohrožených přístavech s evakuací vojenského personálu a co největšího množství civilistů. Akce dostala jméno Hannibal a jejím vedením byl pověřen generál admirál Kummetz.

## Průběh evakuace

### Organizace evakuace

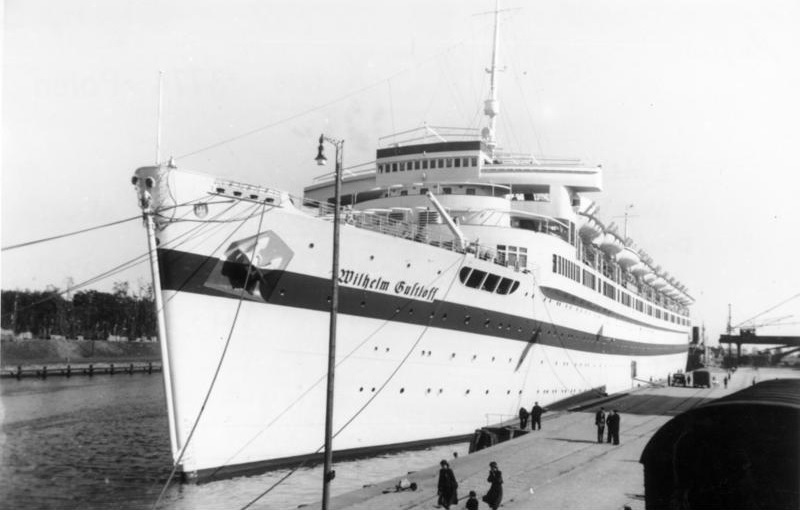
Loď Wilhelm Gustloff v roce 1939

Admirál Kummetz velel celé operaci ze severoněmeckého Kielu, kde zřídil tzv. Marineoberkommando Ostsee (česky: Námořní vrchní velení Baltského moře). Operacemi kolem Gdaňského zálivu byl pověřen kapitán von Blanc. Od mysu Rixhöft (dnešní Rozewie) až k dánským ostrovům velel kontradmirál Bütow. Pro akci se podařilo vyslat do Baltu přes 790 lodí. Jednalo se o směsici všeho, co mělo Německo na konci války k dispozici. Ve flotile bylo od válečných a nákladní lodí začínaje, parníky a rybářskými loďkami konče. Hlavní páteří ale se staly velké dopravní lodě jako Cap Arcona, Wilhelm Gustloff a Robert Ley. Každá z nich byla schopná pojmout od 4000–10 000 lidí najednou.
Na začátku operace hrozilo hlavní nebezpečí od britských min, a to převážně v západní části Baltského moře. V lednu 1945 ztratili Němci kvůli minám 18, v únoru 23, v březnu 26 lodí. Sovětské letectvo bylo zaměstnáno boji na frontě ve vnitrozemí, takže samotné naloďování v přístavech probíhala úspěšně. Evakuační lodě z počátku neměly proti ponorkovým útokům žádnou ochranu, ale po tragédii lodě Wilhelm Gustloff byly v půlce února 1945 poslány do Baltského moře 11. a 12. ponorková flotila.

### Potopení lodi Wilhelm Gustloff
Dne 30. ledna 1945 byla na své cestě z Gotenhafenu do Kielu potopena loď Wilhelm Gustloff. Loď dostala kolem deváté hodiny večerní tři zásahy torpédy ze sovětské ponorky S-13 a začala se rychle potápět. V té době bylo na palubě 10 582 lidí (173 členů posádky, 162 zraněných vojáků, 373 ženských pomocnic, 918 členů ponorkové posádky a 8956 civilistů). Mnoho lidí zemřelo v samotném trupu lodi, protože po necelých 50 minutách klesl Wilhelm Gustloff ke dnu. Na ty, co se dostali z lodě, čekalo venku mrazivé počasí (teplota vzduchu až −18 °C, teplota vody +4 °C) a tedy smrt umrznutím nebo následkem teplotního šoku. Těžký křižník Admirál Hipper míjel potápějící se loď, ale kvůli hrozícímu torpédovému nebezpečí nezastavil a pokračoval v plavbě. Zanechal zde aspoň svůj doprovod v podobě torpédovky T36. Na místo tragédie se okamžitě vypravily další lodě, ale většině trosečníků již nebylo pomoci. Loď Löwe zachránila 472, torpédovka T36 564, minolovka M387 98 a minolovka  M341 dalších 37 trosečníků. Nakonec se podařilo zachránit 1252 lidí, z kterých ještě 13 zemřelo na následky podchlazení. Počet obětí neštěstí tak vystoupal na 9343. Pro porovnání při ztroskotání Titaniku v roce 1912 zemřelo v Atlantiku okolo 1500 lidí a při potopení Lusitanie německou ponorkou v roce 1915 na 1195 osob.

### Evakuace východního Pomořanska
Dne 26. února 1945 provedl 1. běloruský front pod velením maršála Žukova útok směrem na Stargard. Do ohrožení se  dostaly přístavy Kolberg (dnes polský Kolobřeh) a Štětín ve východním Pomořansku. Němci nutně potřebovali zadržet postupující Rudou armádu, protože jenom v Kolbergu čekalo 3000 vojáků a 75 000 civilistů na převoz. Byla vytvořena zvláštní námořní skupina pod vedením viceadmirála Thieleho na podporu obrany přístavů. Thiele měl k dispozici těžký křižník Admiral Scheer, tři torpédoborce a torpédovku pro obranu Štětína. Druhá skupina tvořená dvěma torpédoborci a jednou torpédovkou pomáhala mezi 11.–18. březnem 1945 při obraně Kolbergu. Sovětský útok se podařilo zadržet a v noci ze 17. na 18. březen 1945 byla evakuace 75 000 uprchlíků dokončena.

### Evakuace Západního Pruska

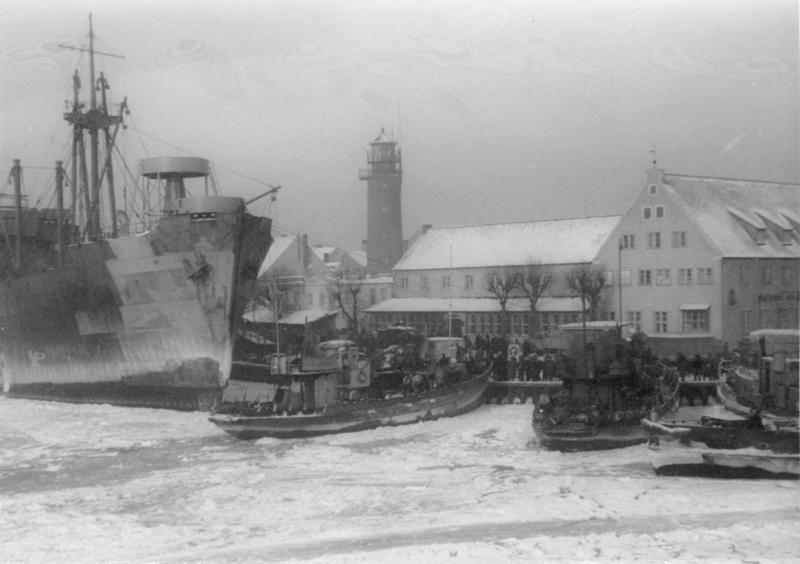
Naloďování uprchlíků v přístavu v Pilavě (leden 1945)

Následně frontová linie začala přibližovat k Danzigu a Gotenhafenu, když 7. března 1945 zahájil 2. běloruský front útok v okolí Marienwerderu. Frontu se podařilo Němcům stabilizovat až s pomocí dělostřelecké podpory z lodí, a získali tak čas pro naloďování dalších civilistů. Sověti 13. března zaminovali okolí Helské kosy, a tak Němci ztratili při evakuaci 6 lodí. Nakonec Gotenhafen padl do sovětských rukou 28. března 1945 a Danzig dva dny po něm. Evakuace probíhala až do posledního dne, 23. března odplula loď Deutschland s 11 145 uprchlíky na palubě a 28. března opět tentokrát s 11 295 osobami následována lodí Potsdam s více než 9000 uprchlíky. Před kapitulací Gotenhafenu byl v přístavu potopen vrak křižníku Gneisenau, aby blokoval jeho přístup. Zbytek (tj. 8 000 vojáků a 30 000) uprchlíků byl převezen na Helskou kosu, kde evakuace pokračovala dál. Do 10. dubna 1945 bylo z  Helu odvezeno téměř 150 000 Němců a dalších 265 000 bylo přivezeno převážně menšími loděmi z východu (z Pilavy, Kahlbergu, Schiewenhorstu a Oxhöftu). V období od 7. do 13. dubna 1945 zintenzivnili Sověti vzdušnou aktivitu proti naloďování na Helu. Německou odpovědí bylo stažení lodí z okolí na dělostřelecké krytí. Celá obrana se ale potýkala s nedostatkem paliva a munice. Evakuace tak pokračovala i přes vzdušné útoky. Loď Eberhard Essberger opustila 20. dubna Hel s 6200 uprchlíky, loď Lappland následující den s 7700 uprchlíky. Dne 28. dubna bylo naloděno dohromady 24 000 lidí. Celkově za duben 1945 se podařilo Němcům převézt z Helské kosy 387 000 lidí. Poslední část evakuace proběhla mezi 3. a 8 květnem 1945. Pomocí převážně malých lodí a trajektů se podařilo ještě před koncem války odvést 150 000 uprchlíků.

### Evakuace Východního Pruska a Pobaltí

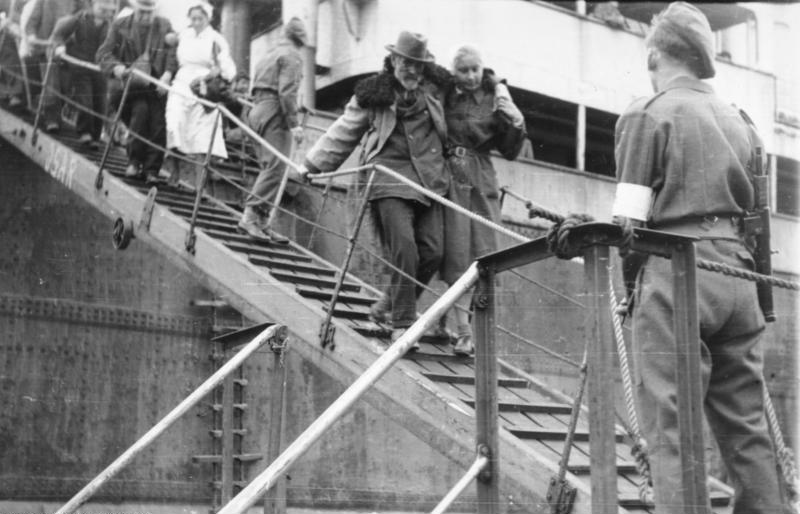
Uprchlíci z Východního Pruska vystupují v již Brity obsazeném Německu

Pro evakuaci Východního Pruska a Pobaltí byly klíčové přístavy Pilava (dnešní ruský Baltijsk) a Libava (dnešní lotyšská Liepāja). První lodě (Robert Ley, Pretoria a Ubena) vyrazily z Pilavy (dnes ruský Baltijsk) 25. ledna 1945 s 7100 uprchlíky na palubě. Další lodě následovaly 28. ledna s 62 000 lidmi. Ve stejnou dobu vyrazil i lehký křižník Emden s nevelkým počtem uprchlíků, ale s rakví polního maršála von Hindenburga, jehož tělo bylo uloženo v památníku bitvu u Tannenbergu poblíž Hohensteinu. Naloďování uprchlíků bylo často narušováno leteckými údery sovětského letectva, a to do takové míry, že mezi 8. a 28. březnem bylo prakticky zastavené. Sovětská armáda tvořena 3. běloruským frontem zahájila 3. dubna 1945 rozsáhlou ofenzivu s cílem dobýt centrum Východního Pruska město Königsberg (dnešní ruský Kaliningrad). Obrana byla prolomena 9. dubna a den na to město padlo. Rudá armáda postupovala dále na východ na Sambijský poloostrov, a odřízla odřízla Pilavu. Pár dní na to, 16. dubna 1945, se stala druhá největší námořní katastrofa v dějinách (první je výše zmíněné potopení lodě Wilhelm Gustloff). Dopravní loď Gyoa, převážející od začátku operace uprchlíky z Východního Pruska do Danzigu, byla torpédována sovětskou ponorkou L-3 a potopila se s 6000–7000 lidmi na palubě. Poslední konvoj vyrazil z Pilavy 24. dubna 1945 s 19 200 lidmi na palubě. Následně němečtí vojáci celý přístav vyhodili do povětří. Rudá armáda vstoupila do Pilavy den poté. Poslední den války v devět večer vyrazil v Libavy úplně poslední evakuační konvoj skládající se z 65 malých lodí, převážejících 15 000 uprchlíků. Do cílového přístavu v Německu se většina z nich dostala bez úhony.

## Výsledek a odkaz operace
Německému námořnictvu se během 15 týdnů podařilo přepravit do Německa podle odhadů okolo 1,3 miliónu lidí, a tak se operace Hannibal stala největší evakuační operací v dějinách. Celkem Němci v rámci operace v období od 23. ledna do 8. května 1945 ztratili 162 lodí. Největší z nich byly Goya, Wilhelm Gustloff, a General von Steuben. Potopení prvních dvou jmenovaných vévodí statistice nejhorších námořních katastrof co se týče lidských obětí. Na 25 000 lidských životů bylo během operace ztraceno. Po válce celá operace zapadla v porovnání s hromadným odsunem Němců z Československa či Polska, německými zvěrstvy v koncentračních táborech či rozdělením Německa. Navíc v poválečném dění nebyl prostor na vyzdvihování jakýchkoliv německých úspěchů. 
Velkoadmirál Dönitz několikrát řekl, že mu během operace Hannibal šlo hlavně o záchranu civilního obyvatelstva. Krajanské sdružení bývalých obyvatel Východního Pruska mu dokonce udělilo nejvyšší ocenění tzv. Pruský štít, na kterém bylo napsáno Zachránce miliónů. Pravdou je, že Dönitz používal transporty k vojenskému zásobování německé armády v obklíčených přístavech a k odvozu zraněných vojáků z fronty. Transport civilistů byl často až na druhém místě.         

### Připomínky operace v současnosti
V roce 1980 byl Německým námořním spolkem opraven malý parník Albatros a přetvořen v muzeum s názvem Památník Albatros - záchrana přes moře. Loď na konci války v rámci operace úspěšně přepravila 200 uprchlíků z Pilavy do Kielu. V trupu lodě byla připravena výstava fotografií, videí a soupis vzpomínek přímých účastníků. Loď byla umístěna v Dampu (50 km severně od Kielu). Oficiálního otevření v roce 1983 se účastnil tehdejší místopředseda vlády Šlesvicka-Holštýnska  Henning Schwarz, který při této příležitosti citoval z Dönitzových vzpomínek. V následujících letech se u lodi několikrát sešli bývalí uprchlíci při výročích celé operace. Výstava byla uzavřena v roce 2000 a loď nyní slouží německým ochráncům přírody.
Tragédie lodi Wilhelm Gustloff byla dvakrát filmově zpracována. Poprvé v roce 1959 režisérem Frankem Wisbarem s názvem Noc padla na Gotenhafen a následně v roce 2008 představil Joseph Vilsmaier televizní snímek Zkáza lodi Gustloff. Z knižních zpracování je známá beletrie Sůl moře od americko-litevské autorky Ruty Sepetysové a kniha faktu Smrt na Baltu: Zkáza lodě Wilhelm Gustloff od Cathryn J. Princeové.  